# Ronde van Duitsland 2003
De Ronde van Duitsland 2003 was de 26e editie van de Ronde van Duitsland. De titelverdediger was Igor González de Galdeano. De koers werd verreden van 3 tot en met 9 juni. De Australiër Michael Rogers won de zesde etappe, een individuele tijdrit over 40,7 km, en schreef door die overwinning de etappekoers op zijn naam.

## Etappe-overzicht
| etappe | datum  | start        | finish      | afstand       | winnaar        | klassementsleider |
| ------ | ------ | ------------ | ----------- | ------------- | -------------- | ----------------- |
| 1      | 3 juni | Dresden      | Altenburg   | 184,1 km      | Erik Zabel     | Erik Zabel        |
| 2      | 4 juni | Altenburg    | Kronach     | 183,4 km      | Gerben Löwik   | Gregory Rast      |
| 3      | 5 juni | Coburg       | Ansbach     | 191,7 km      | Léon van Bon   | Gregory Rast      |
| 4      | 6 juni | Ansbach      | Bad Wurzach | 222 km        | Ivan Quaranta  | Gregory Rast      |
| 5      | 7 juni | Ravensburg   | Feldberg    | 191 km        | José Azevedo   | José Azevedo      |
| 6      | 8 juni | Bretten      | Bretten     | 40,7 km (ITT) | Michael Rogers | Michael Rogers    |
| 7      | 9 juni | Bad Dürkheim | Saarbrücken | 173,2 km      | Olaf Pollack   | Michael Rogers    |

## Eindklassement
|    | Renner               | Ploeg                | Tijd        |
| -- | -------------------- | -------------------- | ----------- |
| 1  | Michael Rogers       | Quick Step-Davitamon | 26h 17' 12" |
| 2  | José Azevedo         | Once-Eroski          | + 1' 19"    |
| 3  | Alexandre Vinokourov | Telekom              | + 1' 52"    |
| 4  | Jörg Jaksche         | Once-Eroski          | + 1' 54"    |
| 5  | Jan Ullrich          | Bianchi              | + 2' 01"    |
| 6  | Isidro Nozal         | Once-Eroski          | + 2' 18"    |
| 7  | Patrik Sinkewitz     | Quick Step-Davitamon | + 2' 33"    |
| 8  | Paolo Savoldelli     | Telekom              | + 2' 52"    |
| 9  | Fabian Cancellara    | Fassa Bortolo        | + 2' 53"    |
| 10 | Geoffrey Demeyere    | Vlaanderen-T Interim | + 3' 12"    |

## Puntenklassement
|   | Renner         | Ploeg                | Punten |
| - | -------------- | -------------------- | ------ |
| 1 | Erik Zabel     | Telekom              | 88     |
| 2 | Stuart O'Grady | Crédit Agricole      | 53     |
| 3 | Michael Rogers | Quick Step-Davitamon | 52     |

## Bergklassement
|   | Renner            | Ploeg           | Punten |
| - | ----------------- | --------------- | ------ |
| 1 | Bram Schmitz      | Bankgiroloterij | 15     |
| 2 | Kurt Asle Arvesen | Fakta           | 14     |
| 3 | Jörg Jaksche      | Once-Eroski     | 14     |

## Ploegenklassement
|   | Ploeg                | Tijd        |
| - | -------------------- | ----------- |
| 1 | Quick Step-Davitamon | 86h35min12s |
| 2 | Once-Eroski          | + 0' 02"    |
| 3 | Telekom              | + 3' 29"    |

1911 · 1912-1921 · 1922 · 1923-1926 · 1927 · 1928-1929 · 1930 · 1931 · 1932-1936 · 1937 · 1938 · 1939 · 1940-1946 · 1947 · 1948 · 1949 · 1950 · 1951 · 1952 · 1953-1959 · 1960 · 1961 · 1962 · 1963-1978 · 1979 · 1980 · 1981 · 1982 · 1983-1998 · 1999 · 2000 · 2001 · 2002 · 2003 · 2004 · 2005 · 2006 · 2007 · 2008 · 2009-2017 · 2018 · 2019 · 2020 · 2021 · 2022 · 2023 · 2024